# باکسفورد، برک‌شر
باکسفورد، برک‌شر (به انگلیسی: Boxford, بارکشر) یک روستا و محله مدنی در بریتانیا است که در بارکشر واقع شده‌است. باکسفورد ۱۱٫۷۴ کیلومتر مربع مساحت و ۴۶۳ نفر جمعیت دارد.